# Apeadero de Bagaúste
El Apeadero de Bagaúste, también conocido como Estación de Bagaúste, es una antigua plataforma ferroviaria de la Línea del Duero, que servía a parroquias de Canelas, en el Distrito de Vila Real, en Portugal.

## Descripción

### Localización
Se encuentra en el margen norte del Río Duero, junto a la Presa de Régua.

### Servicios
Este apeadero se encuentra retirada del servicio.

## Historia
El tramo entre Régua y Pinhão de la Línea del Duero, donde este apeadero se encuentra, fue inaugurado el 1 de  junio de 1880; no obstante, en 1903, todavía no disponía de cualquier vinculación por carretera. En octubre de 1903, el gobierno ordenó la construcción de una ruta que uniese este apeadero a un muelle en el Río Duero.
Sufrió varias modificaciones cuando la vía fue modificada debido a la construcción de la Presa de Régua, en 1973.
En 2008, este apeadero se encontraba en un avanzado estado de degradación.